# Леонард, Эдгар
Эдгар Велч Леонард (англ. Edgar Welch Leonard; 19 июня 1881, West Newton, Массачусетс — 7 октября 1948, Нью-Йорк, Нью-Йорк) — американский теннисист, чемпион и бронзовый призёр летних Олимпийских игр 1904.
На Играх 1904 в Сент-Луисе Леонард участвовал в обоих турнирах. В одиночном разряде он остановился на полуфинале и занял третье место, выиграв бронзовую медаль. В парном, играя вместе с Билсом Райтом, они выиграли соревнование и получили золотые награды.